# 麥迪遜 (喬治亞州)
麥迪遜（英語：Madison）是一個位於美國喬治亞州摩根縣的城市。根據2010年美國人口普查，該地人口為3979人，而該地的面積約為23.10平方千米。同時該地也是摩根縣的縣治。

## 地理
麥迪遜的座標為33°35′17″N 83°28′21″W / 33.58806°N 83.47250°W，而該地的平均海拔高度為207米（即679英尺）。